# Luzonský průliv
Luzonský průliv neboli Luzonská úžina je průliv mezi Tchaj-wanem a filipínským ostrovem Luzon, tedy průliv, který propojuje Filipínské moře s Jihočínským mořem.
Jeho šířka od severu k jihu je zhruba 250 kilometrů a je v něm řada ostrovů, které se dělí do dvou základních skupin: jižní Babuyanské ostrovy spadající do filipínské provincie Cagayan a severní Batanské ostrovy spadající do vlastní provincie Batanes.
Průliv má obchodní i strategický význam. Kromě tras lodní dopravy zde také vedou podmořské kabely umožňující komunikaci mezi Čínskou lidovou republikou, Čínskou republikou, Japonskem a Jižní Koreou.

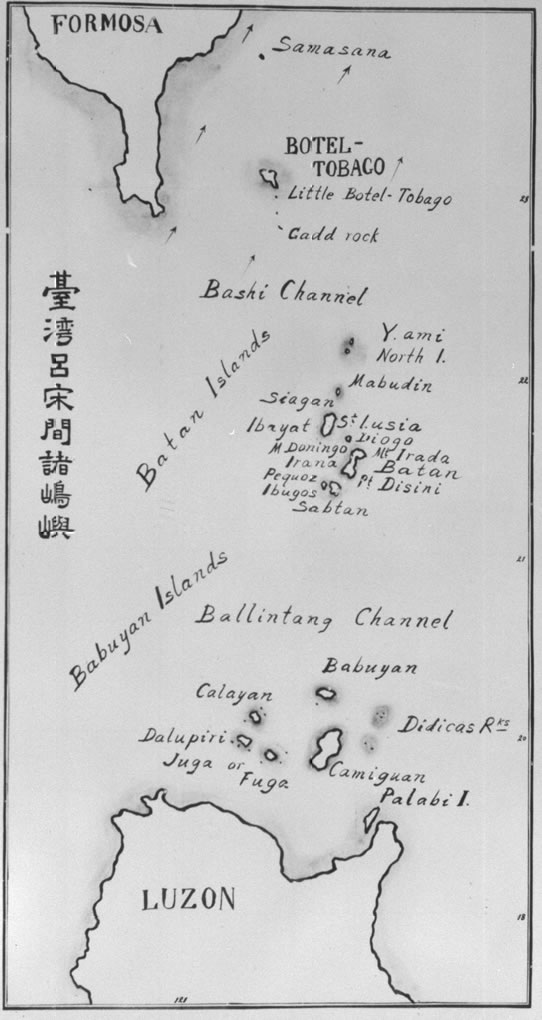
Stará japonská mapa Luzonské úžiny

Během druhé světové války zde ponorky Spojených států amerických často lovily japonské konvoje.